# Un cosaco cabalgó
Un cosaco cabalgó es una canción folclórica ucraniana que data de mediados del siglo XVIII. El nombre completo es Un Cosaco cabalgó más allá del Danubio (en ucraniano: Їхав козак за Дунай) y su letra fue escrita por Semen Klymovskiy. La música es de autor desconocido.

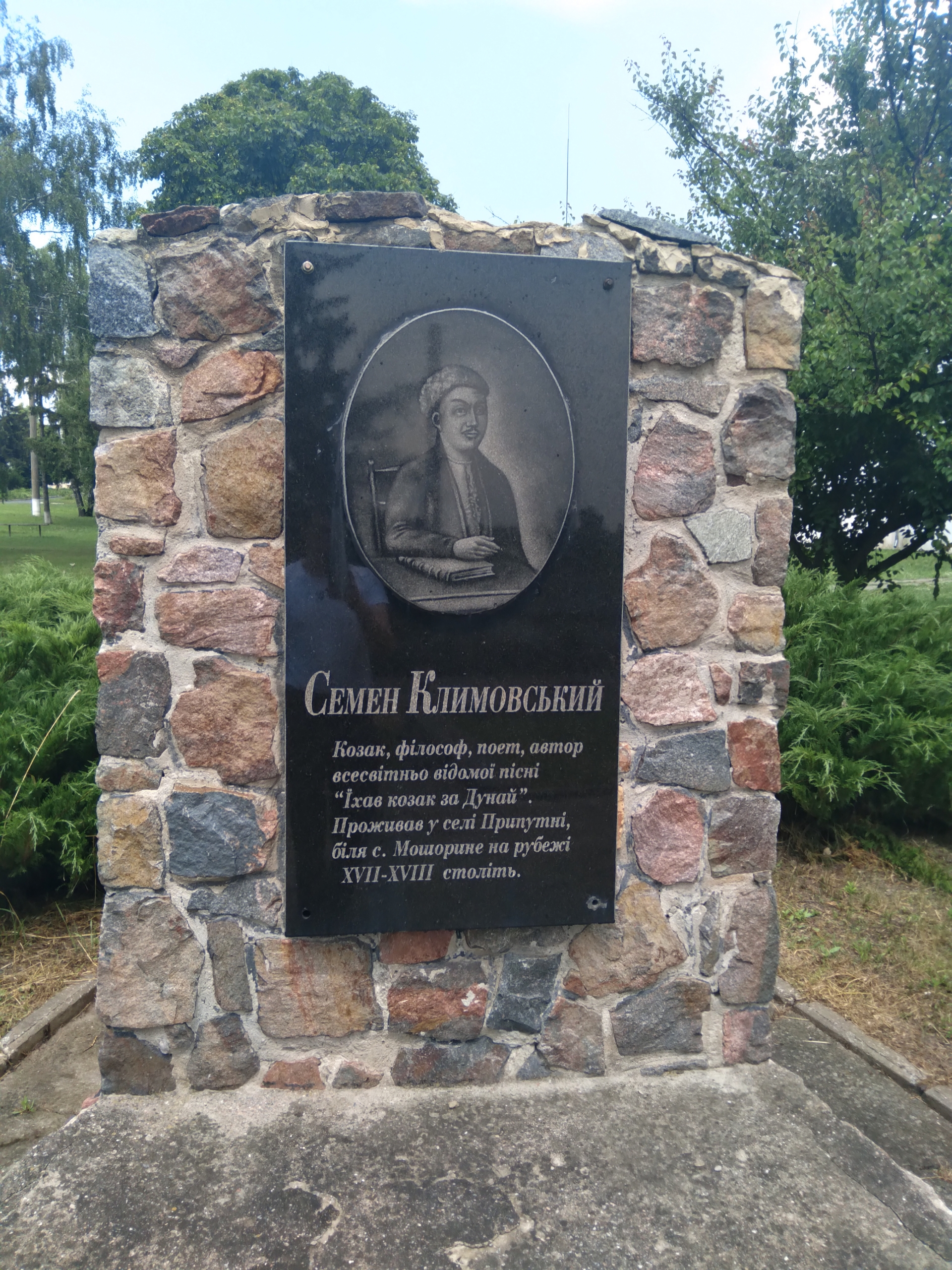
un monumento a Semen Klimovsky en el aldea de Moshoryne donde murió

## Historia
A principios del siglo XIX esta canción se divulgó por toda Europa occidental y compositores como Ludwig van Beethoven o Johann Nepomuk Hummel compusieron piezas musicales inspiradas en ella. Un ejemplo de estas piezas es Schöne Minka escrita por Beethoven basado en un poema de Christoph August Tiedge llamado El cosaco y su chica ("Der Kozak und sein Mädchen”) de 1816. 

### Obras que la utilizan
Johann Nepomuk Hummel escribió su “Adagio, Variations and Rondo in A Major Opus 78 Schöne Minka” para flauta, chelo y piano. 
Carl Maria von Weber también, en 1815, con su “Air russe varié pour le pianoforte opus 40” (aria rusa con variaciones para el pianoforte)
Friedrich Silcher, también compuso su Opus 154.No 5, el que más tarde arregló Franz Biebl para coro masculino.
Ludwig van Beethoven también en 1816 en su colección “23 Lieder verschiedener Völker” (23 canciones de diferentes pueblos) le puso de nombre “Variations Opus 107”

## Letra
| Canción Un cosaco cabalgó, letra en español. Cabalgó un cosaco más allá del Danubio Dijo: “muchacha, ¡Adiós!” Tú, caballo negro Llévame y camina -¡Espera, espera, Cosaco! Tu chica está llorando Cómo me puedes abandonar ¡Sólo piénsalo! -Las blancas manos no se quiebran Los ojos cafés no se cierran Yo soy de la guerra, con Gloria ¡Cosaco, espérate! -Oh, ¡yo no te olvidaré Mientras yo viva en el mundo! Tú a la guerra habrás llegado ¡No me olvides! -Yo no quiero nada. Sólo a ti, mi UNA Que estés saludable, mi bella pequeña ¡Y que todo desaparezca! -Servicio al Zar – Un gran guerrero Tiempo de estar en el ejército Para proteger la frontera De los feroces enemigos -Y sin ti, mi amado El enemigo es feroz y atrevido Tú no vas a la guerra ¡No me dejes! -Oh, yo no te abandono Mientras tenga vida en este mundo Continúo, ¡hey! Adiós, querida -Lo que dicen entonces los cosacos Cuando la victoria sea probada Que al gran Zar, yo he olvidado Y a ellos y a mi gente -O mi querido, mi corazón, Cuando demuestren la victoria Tú a la guerra habrás llegado ¡No me dejes! -¡Arre! Dijo el cosaco al caballo Dejó a la joven. Yo me marcho, pero no desaparezco ¡Hasta dentro de tres años! | Letra en ucraniano: Їхав козак за Дунай, Сказав: "Дівчино, прощай!" Ти, конику вороненький, Неси та гуляй. – Постій, постій, козаче! Твоя дівчина плаче. Як ти мене покидаєш – Тільки подумай! – Білих ручок не ламай, Карих очей не стирай, Мене з війни зо славою К собі ожидай! – Не хочу я нічого, Тілько тебе їдного. Ти будь здоров, мій миленький, А все пропадай! – Царська служба – довг воїнський, Їхати пора до війська, Щоб границю захищати Від лютих ворогів. – І без тебе, мій любезний, Враг ізгине лютий,дерзкий. Ти на війну не ходи, Мене не остав! – Що ж тогди козаки скажуть, Коли ж побіди докажуть, Що довг царський я забув І себе й людей. – Ой мій милий, мій сердечний. Коли ж рок судив так вічний, Ти на войну поїжджай. Мене не остав! – Ой я тебе не забуду, Поки жить на світі буду! Зоставайсь, здоровенька, Прощай, миленька. Свиснув козак на коня, – Зоставайся, молода. Я приїду, як не згину Через три года! |